# エルヴィス・コステロ
デクラン・パトリック・アロイシャス・マクマナス（Declan Patrick Aloysius MacManus OBE、1954年8月25日 - ）は、エルヴィス・コステロ（Elvis Costello）の名で知られるイングランドのミュージシャン、作曲家、プロデューサーである。
「ローリング・ストーンの選ぶ歴史上最も偉大な100組のアーティスト」において第80位。

## 経歴
1954年にイングランドのリヴァプールに生まれる。芸名の「エルヴィス・コステロ」は、エルヴィス・プレスリーと、父方の祖母の旧姓コステロに由来する。「コステロ」はイタリア系の響きに聞こえるが、一般にアイルランド系の名前として多い苗字である。父親のロス・マクマナスはアイルランド系のジャズ・ミュージシャンで、ジョー・ロス&ヒズ・オーケストラでシンガー&トランペッターをつとめた。コステロは父親がもらってくる大量の試聴用レコードに囲まれて育ち、その豊富な音楽的素養を培い、音楽への関心を深めていった。幼少よりビートルズ、特におなじアイルランド系のジョン・レノンの影響を受けて育った。　
1972年にアラン・メイズのバンド「ラスティ」に誘われて加入し（当時の名義はD.P.マクマナス）、12か月ほどクラブやリサイタルホールで数多くのギグをこなした。その後、働きながら「フリップ・シティ」というバンドで活動を始める。1974年7月21日にロンドンのステップニーで開催されたイベント＜E1 Festival＞にフリップ・シティとして出演した。デビュー前の1974年に最初の妻・メアリーと結婚、デビュー時には既に長男・マシューがいた。
1977年パブロックムーブメントの立役者ニック・ロウのプロデュースにより、シングル『レス・ザン・ゼロ(Less Than Zero)』でデビュー。当時はインディーズの代表レーベルである、スティッフ・レコードからレコードが発表されていた。その後、ニック・ロウとともにレイダー・レーベルに移籍している。
ファースト・アルバムは『マイ・エイム・イズ・トゥルー(My Aim Is True)』(1977)である。
セカンド・アルバムの『ディス・イヤーズ・モデル(This Year's Model)』(1978)は日本でも発売された。このアルバムからは自身のバンドであるジ・アトラクションズを率いるようになった。デビュー当初のコステロは、パンク調の作品が多く「怒れる若者」とも言われた。初来日時東京にてプロモーションのため、トラックの荷台に乗り日本の学生服を着てライヴ・パフォーマンスを行ったが、この時は全く見向きもされなかったという。ライブ盤の後の3枚目のオリジナル・アルバム『アームド・フォーセズ』まではニュー・ウェーヴのミュージシャンとして注目を集めたが、80年代に入ってからは注目度が薄れた。コステロにとって80年代は、大人向けの音楽を演奏するミュージシャンへの、産みの苦しみの時期であった。
彼は、その後もソロやオーケストラとのコラボレーション等々、多彩な活動を展開した。ビートルズのメンバーで、同じアイルランド系のポール・マッカートニーとも共作し、「ヴェロニカ」を発表した。その他、有名なものとしては「マイ・ブレイブ・フェイス」、「ソー・ライク・キャンディ」がある。また、ポール・マッカートニーに、
彼のトレードマークであるヘフナー・500-1の再使用を勧めたのはコステロであると言われている。
2000年以降はNorthのようなジャズ作品や、アラン・トゥーサンとの共作であるThe River In ReverseではR&B、Secret, Profane & Sugar Caneではカントリー・ミュージック、Il Sognoではバレエ音楽を手がけるなど、など従来の枠に収まらない活動を積極的に行っている。2003年に「エルヴィス・コステロ&ジ・アトラクションズ(Elvis Costello & the Attractions) 」名義でロックの殿堂入りを果たした。
シングル"A Town Called Big Nothing (Really Big Nothing)"では父と親子共演を果たしている。プロデューサーとして関わったのが縁でザ・ポーグスのベーシスト、ケイト・オリオーダンと1986年に再婚。2003年にはジャズ歌手のダイアナ・クラールと3度目の結婚。2006年に双子の息子が生まれている。
カップヌードルの発明者である安藤百福への敬意から、自身のアルバムに『momofuku（百福）』と名付けたものがある。またフジロック・フェスティバルにも、複数回出演している。
2018年7月6日、癌の悪性腫瘍の除去手術を受けていたことを明らかにした。手術後にツアーを開始していたが、体力回復に時間がかかるため、その後予定されていた欧州公演をキャンセルすると発表した。

## ディスコグラフィ

### シングル(イギリス盤のみ)
1. 1977 - Less Than Zero / Radio Sweetheart
2. 1977 - Alison（英語版） / Welcome To The Working Week
3. 1977 - (The Angels Wanna Wear My) Red Shoes/Mystery Dance
4. 1977 - Watching The Detectives
5. 1978 - (I Don't Want To Go To) Chelsea
6. 1978 - Pump It Up
7. 1978 - Radio Radio
8. 1979 - Oliver's Army
9. 1979 - Accidents Will Happen
10. 1980 - I Can't Stand Up For Falling Down
11. 1980 - High Fidelity
12. 1980 - New Amsterdam
13. 1980 - Clubland
14. 1981 - From A Whisper To A Scream
15. 1981 - Good Year For The Roses
16. 1981 - Sweet Dreams
17. 1982 - I'm Your Toy(live)
18. 1982 - You Little Fool
19. 1982 - Man Out Of Time
20. 1982 - From Head To Toe
21. 1982 - Party Party
22. 1983 - Pills And Soap （The Imposter名義）
23. 1983 - Everyday I Write The Book
24. 1983 - Let Them All Talk
25. 1984 - Peace In Our Time（The Imposter名義）
26. 1984 - I Wanna Be Loved (radio version)
27. 1984 - The Only Flame In Town
28. 1985 - The People's Limousine（The Coward Brothers名義）
29. 1986 - Don't Let Me Be Misunderstood（The Costello Show名義）
30. 1986 - Tokyo Storm Warning - part 1+2
31. 1986 - I Want You
32. 1987 - Blue Chair (single version)
33. 1987 - A Town Called Big Nothing (Really Big Nothing) (single version)（The MacManus Gang名義）
34. 1989 - Veronica
35. 1989 - Baby Plays Around
36. 1991 - The Other Side Of Summer
37. 1991 - So Like Candy
38. 1993 - Jacksons, Monk And Rowe
39. 1994 - Sulky Girl (single version)
40. 1994 - 13 Steps Lead Down
41. 1994 - You Tripped At Every Step
42. 1994 - London's Brilliant Parade
43. 1996 - It's Time (single version)
44. 1996 - Little Atoms
45. 1996 - The Other End (Of The Telescope)
46. 1996 - Distorted Angel
47. 1996 - All This Useless Beauty
48. 1999 - Toledo
49. 1999 - She
50. 2002 - Tear Off Your Own Head (It's A Doll Revolution)
51. 2002 - 45
52. 2004 - Monkey To Man
53. 2005 - Brilliant Mistake

### アルバム

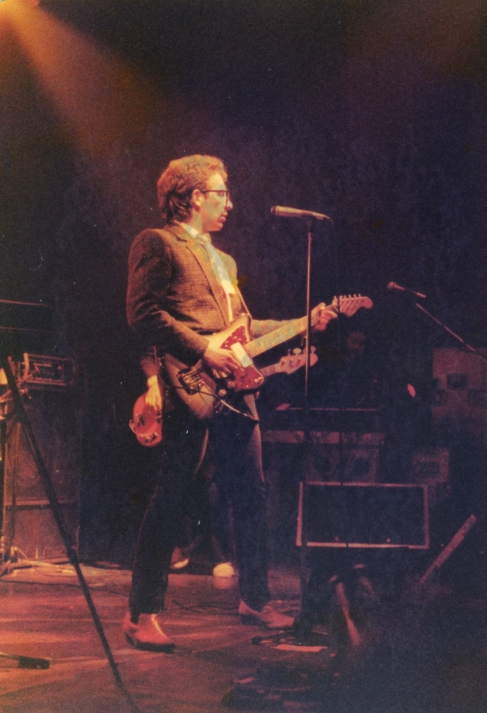
エルヴィス・コステロ 1979

1. 1977 - My Aim Is True (UK #14, US #32)
2. 1978 - This Year's Model (UK #4, US #30)
3. 1979 - Armed Forces (UK #1, US #10)
4. 1980 - Get Happy!!(UK #1, US #11)
5. 1981 - Trust (UK #9, US #28)
6. 1981 - Almost Blue (UK #7, US #50)
7. 1982 - Imperial Bedroom (UK #6, US #30)
8. 1983 - Punch the Clock (UK #1, US #24)
9. 1984 - Goodbye Cruel World (UK #10, US #35)
10. 1986 - King of America (UK #11, US #39)
11. 1986 - Blood and Chocolate (UK #16, US #84)
12. 1989 - Spike (UK #2, US #32)
13. 1991 - Mighty Like a Rose (UK #3, US #55)
14. 1993 - The Juliet Letters (UK #18)
15. 1994 - Brutal Youth (UK #2, US #34)
16. 1995 - Kojak Variety (UK #21)
17. 1995 - Deep Dead Blue
18. 1996 - All This Useless Beauty (UK #28, US #53)
19. 1998 - Painted from Memory, with Burt Bacharach (UK #32, US #78)
20. 2001 - For The Stars , with Anne Sofie Von Otter
21. 2002 - When I Was Cruel (US #20)
22. 2003 - North (UK #44, US #57, US Traditional Jazz #1)
23. 2004 - Il Sogno
24. 2004 - The Delivery Man (US #40)
25. 2005 - Piano Jazz: Costello/McPartland
26. 2006 - My Flame Burns Blue
27. 2006 - The River in Reverse , with Allen Toussaint
28. 2008 - Momofuku
29. 2009 - Secret, Profane & Sugar Cane
30. 2010 - National Ransom
31. 2013 - Wise Up Ghost , with the Roots
32. 2018 - Look Now
33. 2020 - Hey Clockface
34. 2022 - The Boy Named If

### 主な編集盤
- 1980 - Ten Bloody Marys & Ten How's Your Fathers
- 1985 - The Man - The Best Of Elvis Costello & The Attractions
- 1987 - Out of Our Idiot
- 1989 - Girls, Girls, Girls
- 1994 - The Very Best Of Elvis Costello & The Attractions
- 1997 - Extreme Honey - The Very Best of Warner Brothers Years
- 2001 - The Very Best Of Elvis Costello
- 2002 - Cruel Smile
- 2003 - Singles, Volume 1
- 2003 - Singles, Volume 2
- 2003 - Singles, Volume 3
- 2007 - Best of Elvis Costello: The First 10 Years
- 2007 - Rock And Roll Music
- 2011 - Pomp & Pout: The Universal Years

## 日本公演
- 1978年

11月23日 福岡大博多ホール、11月24日 大阪御堂会館、11月27日28日 日本教育会館、11月29日30日 西武劇場
- 1984年

6月4日,5日 東横劇場、6日 渋谷公会堂
- 1985
- 1987年

11月16日,17日,18日 中野サンプラザ、20日 北海道厚生年金会館、21日 東京厚生年金会館、23日 京都会館、24日 大阪サンケイホール、25日 愛知県勤労会館、27日 福岡サンパレス
- 1989
- 1991
- 1993
- 1994
- 1996
- 1998 FUJI ROCK FESTIVAL 98
- 1999
- 2002
- 2003 FUJI ROCK FESTIVAL 03
- 2003
- 2004
- 2006
- 2009 SUMMER SONIC 09
- 2011

3月1日 Bunkamuraオーチャードホール、3月3日　サンケイホールブリーゼ
- 2012 FUJI ROCK FESTIVAL 12
- 2013

12月11日,12日,13日 EXシアター六本木、12月15日　Zepp Namba
- 2016
- 2024

4月8日、9日 すみだトリフォニーホール、11日 ザ・シンフォニーホール、12日 浅草公会堂

## 映画出演
- ストレート・トゥ・ヘル - Straight to Hell（1987年、アレックス・コックス監督作品）
- 200本のたばこ - 200 Cigarettes（1999年、リサ・ブラモン・ガルシア監督作品） - 本人役
- Austin Powers - The Spy Who Shagged Me (1999年、ジェイ・ローチ監督) - 本人役- 路上演奏で登場